# Capela de Nossa Senhora dos Anjos (Mariana)
A Capela de Nossa Senhora dos Anjos da Arquiconfraria do Cordão de São Francisco é um templo católico em estilo rococó da cidade de Mariana, Brasil.

## História
Foi erguida pela Arquiconfraria do Cordão de São Francisco, que reunia os devotos pardos, associação fundada em 1760. O autor do projeto e o construtor não são conhecidos. Primeiramente foi construída a capela-mor, em torno de 1784, data em que a Arquiconfraria teve seus estatutos reconhecidos oficialmente, mas só foi concluída em 1875. Tem formas simples e graciosas, com uma fachada chanfrada em três módulos e uma torre sineira centralizada.
Foi tombado como patrimônio em 1939, pela sua importância histórica e cultural. Recebeu restauro em 1980 pelo IPHAN.

## Descrição

Capela de Nossa Senhora dos Anjos, visão lateral.

O interior tem decoração relativamente despojada, mas destacam-se os altares de talha sofisticada, algumas estátuas e pinturas murais na sacristia. O estilo dos elementos não é homogêneo, indicando o trabalho de vários autores em períodos distintos. A historiadora Myriam de Oliveira identificou semelhanças na talha do altar-mor com aquela das igrejas do Carmo de Sabará e do Rosário de Mariana, atribuindo o risco hipoteticamente a Francisco Vieira Servas. Podem também ter participado da decoração o carpinteiro Romão de Abreu, o escultor José António de Brito e o pintor Manuel da Costa Ataíde.
O interior é simples, com altares compostos de colunas retas, arcos, capitéis e rendilhado acompanhando o estilo das colunas. O altar-mor é composto por bela talha e abriga uma imagem antiga de Nossa Senhora dos Anjos. Nos nichos laterais estão imagens igualmente antigas de São Francisco e São Domingos, enquanto na sacristia, pintura a óleo de excelente qualidade retrata Nossa Senhora. Destaca-se o quadro bastante expressivo, pela concepção e execução artística, representando São Francisco na meditação e no êxtase, junto ao símbolo da Sagrada Paixão e Morte de Cristo. Nas laterais, há o cemitério onde estão enterrados os Irmãos pertencentes à Irmandade.